# Есмейкин, Владимир Фёдорович
Влади́мир Фёдорович Есме́йкин (род. 6 июля 1975, Жигулёвск) — российский боксёр, представитель средней весовой категории. Выступал за национальную сборную России в середине 1990-х — начале 2000-х годов, чемпион России, призёр Кубка России, победитель и призёр турниров международного значения. На соревнованиях представлял Самарскую область, мастер спорта России. Также известен как тренер-преподаватель по боксу и спортивный функционер, кандидат педагогических наук.

## Биография
Владимир Есмейкин родился 6 июля 1975 года в городе Жигулёвске Куйбышевской области. Активно заниматься боксом начал с раннего детства, проходил подготовку под руководством заслуженного тренера Александра Анатольевича Лукьянова.
Впервые заявил о себе в 1993 году, выиграв международный юниорский турнир в Италии. Первого серьёзного успеха на взрослом уровне добился в 1995 году, когда в зачёте средней весовой категории выиграл бронзовую медаль на Кубке России в Красноярске. На чемпионате России 1996 года в Екатеринбурге сумел дойти до стадии четвертьфиналов, уступив Гусейну Курбанову.
В 1999 году Есмейкин дошёл до финала на Кубке Владимира Мономаха, где в решающем финальном поединке потерпел поражение от Андрея Баланова, а также получил бронзу на чемпионате России в Челябинске — был остановлен здесь представителем Иркутской области Андреем Мишиным.
Одним из самых успешных сезонов в карьере Есмейкина оказался сезон 2000 года — на чемпионате страны в Самаре он одолел в среднем весе всех своих оппонентов, в том числе Давида Гогию в финале, и завоевал тем самым награду золотого достоинства. Кроме того, добавил в послужной список медаль бронзового достоинства, полученную на Кубке России в Перми. Последний раз показал сколько-нибудь значимый результат на международной арене в 2001 году, когда в составе российской национальной сборной выступил на мемориальном турнире «Странджа» в Болгарии и привёз оттуда награду серебряного достоинства — в решающем поединке уступил местному болгарскому боксёру Дмитрию Усагину. При этом на чемпионате России в Саратове вновь занял третье место.
После завершения спортивной карьеры занялся тренерской деятельностью, работал в жигулёвской Специализированной детско-юношеской спортивной школе олимпийского резерва № 3, впоследствии занял должность директора этой школы.
Кандидат педагогических наук, в 2007 году защитил диссертацию на тему «Совершенствование атакующих действий в боксе посредством их выполнения с оптимальными характеристиками». Награждён медалью «Почётный работник общего образования Российской Федерации».